# صوت الموسيقى (فلم)
صوت الموسيقى (بالإنجليزية: The Sound of Music) هو فلم موسيقي أمريكي أخرجه وأنتجه روبرت وايز، الفلم من بطولة جولي آندروز وكريستوفر بلامر الفلم مبني على مسرحية غنائية تحمل نفس الاسم أما القصة فهي مبنية على كتاب السيرة الذاتية لماريا فون تراب قصة عائلة تراب الغنائية. وكتب الأغاني كُلّ من ريتشار رودجر وأوسكار الثاني. ويروي الفلم قصة الراهبة النمساوية التي تركت الدير لتصبح مربية لسبعة أطفال لضابط بحري أرمل. احتوى الفلم على العديد من الأغاني الشعبية التي نالت أيضاً شهرة في كافة أرجاء العالم خاصة أغنية «دو ري مي».
صُوّر الفلم سالزبورغ-النمسا وولاية بافاريا في ألمانيا واستديوهات 20th Century Fox في كاليفورنيا. وقد ترشح الفلم لـ10 جوائز أورسكار ونال منها خمسة يتضمن ذلك جائزة أفضل فلم وأفضل إخراج وغيرها. وكان هذا الفلم هو أعلا الأفلام دخلا بعد فلم ذهب مع الريح في ذلك الوقت. وقد ترشح ألبوم الأغاني الخاص بالفلم لـجائزة غرامي عن فئة ألبوم العام.
وفي 2001 في مكتبة الكونغرس الأمريكية، اختير الفلم ليتم حفظه في سجل الأفلام الوطني لما فيه من أهمية ثقافية وتاريخية وجمالية على حد تعبيرهم.

## القصة
في 1938 طُلِبَ من الراهبة (ماريا) التي تسكن في دير في مدينة سالزبورغ النمساوية أن تذهب لتعتني بـ7 أطفال أبوهم ضابط بحري ووالدتهم متوفية. تقبل (ماريا) بهذا العمل على مضض، إذ أنها تريد أن تصبح راهبة وتكمل حياتها في الدير. وعندما تصل إلى منزل عائلة «تراب» تكتشف أن (جورج فون تراب) صارم جداً مع أولاده، فهو يُناديهم بصفارة ويوحّد ملابسهم وغير مسموح لهم بالغناء أو اللعب. فتبدأ هي بتغيير هذا الحال.
لحظة وصول (ماريا) للمنزل أحست بإلفة شديدة تجاه أطفال البارون الذين تتراوح أعمارهم ما بين 4 إلى 14 عاماً. فأصبحت بسرعة فائقة أمَّـاً بديلة للأطفال. تأخذهم في رحلات وتعلمهم الغناء والموسيقى. يذهب الكابتن جورج لملاقاة صديقة له في حفل عشاء للأثرياء، وتعود معه إلى المنزل إذ من المقرر أن يتزوجا وتصبح أمّاً بديلة للأولاد. حينما يعود يستاء جداً من تصرفات (ماريا) تجاه أطفاله حيث أنهم كانوا يغنّون بمرح على القارب في البحيرة ويأمرها بالعودة إلى الدير حالاً. لاحقاً يعتذر لـ (ماريا) ويطلب منها البقاء بعد أن رأى البسمة على وجوده أطفاله.
تمضي الأيام ويقع (جورج) بحب (ماريا). ولكن في ذلك الوقت تقع المدينة تحت احتلال الألمان خلال الحرب العالمية، ويرفض الكابتن رفع العلم النازيّ في بيته كما يطلبه الجيش الألماني ولكنه يرفض ذلك بشدة، فيقرر الهرب هو وعائلته. فيركب سيارته ولكن النازيين يلحقونه، فيختبئون في ذات الدير. وبعد رحيل النازيين ترحل العائلة سيراً على الأقدام عبر جبال الألب إلى سويسرا بحثاً عن الحرية والبدء من جديد.

## طاقم العمل
- جولي آندروز بدور ماريا فون تراب: وهي راهبة تستمتع بحياتها روحها حرة ونقية تنتقل، ونظراً لكونها لا تأخذ الأمور بجديّة فلا يبدو الدير أنه مكانها المنطقي، فترسلها الأم آبيس لقرية قريبة لتكون مربية لأطفال الكابتن جورج فون تراب السبعة. وفي وقت لاحق تتزوج من الكابتن جورج بعد أن أكنّت مشاعر له، وتهرب مع العائلة إلى السويد. ترشحت جولي لنيل جائزة الأوسكار لأفضل ممثلة عن هذا الدور وكانت المرشحة الأولى لنيلها، إلا أنها خسرت أمام جولي كرستي التي نالتها عن فلم حبيبتي؛ ومع ذلك حصلت على جائزة الغولدن غلوب لأفضل ممثلة في فلم موسيقي أو كوميدي.
- كريستوفر بلامر بدور الكابتن جورج فون تراب: وهو الضابط البحري المخضرم الذي رحلت زوجته تاركتةً ورائه 7 أطفال ليرعاهم، وهو شديد في تعامله مع أولاده ويطبق نظام الجنود عليهم، إلا أنه ومنذ قدوم ماريا وبعد إدخال المرح والموسيقى إلى المنزل تغير حالته، يسعى للزواج من امرأة لتكون أماً لأولاده.
- إليانور باركر بدور البارونة إلسا فون تشريدر: صديقة الكابتن ولاحقاً خطيبته. إلا أنها تغار من ماريا فتعمل على إخراجها من المنزل بشكل غير مُباشر، لكن عند عودة ماريا إلى الدير تخبرها الأم آبيس بأنها إرادة الله أن تقع بحب الكابتن جورج وأنه ربما يكون مستقبلها معه.
- ريتشارد هايدن بدور ماكس ديتوايلر: وهو صديق مشترك للكابتن جورج والبارونة ورائد. يبحث عن مطربين للاشتراك بمهرجان المدينة الموسيقي، ويجد حاجته عند عائلة فان تراب، فيحاول إقناع الكابتن بالموافقة على دخول عائلته في المهرجان إلا أن ذاك الأخير دائماً يُقابله بالرفض.
- تشارميان كار بدور لايسل فون تراب: وهي ابنه الكابتن جورج وأكبرهم في السادسة عشر من عمرها. ترفض وجود مربية في البداية إلا أنها سرعان ما ما تقبل الأمر بعد أن تولّدت الثقة بينها وبين ماريا. تقع بحب مُراسل بريد يدعى رولف، ولكن في وقت لاحق يقوم بخيانتها هي وأسرتها. قامت شقيقتها بغناء بعض المقاطع الغنائية في الفلم بدلاً عنها.[5]
- نيكولاس هاموند بدور فريدك فون تراب: ابن الكابتن والثاني من حيث الكِبَر في الرابعة عشر من عمره. هادئٌ جداً وجذاب، رغم ذلك فقد قام ببعض المُشاكسات مع المربيات السابقات مع إخوته لجذب انتباه والدهم.
- هيثر مينزيس بدور لويسا فون تراب: الابنة الثانية للكابتن والثالثة من حيث الترتيب في الثالثة عشر من عمرها. دائماً ما تكون هي واختها بريجيتا معاً.
- دوان تشيس بدور كرت فوت تراب: الطفل الرابع والابن الأصغر في الحادية عشر من عمره. غالباً ما يحاول التصرف بشكل رجولي أكبر من عمره.
- أنجيلا كارترايت بدور بريجيتا فون تراب: الطفلة الخامسة للكابتن في العاشرة من عمرها. سريعة البديهة وصادقة ولا تخاف من التحدث حول رأيها في الأمور؛ حيث إنها أخبرت ماريا بأن ثوبها قبيح في أول لقاء لهم بها.
- ديبي تيرنر بدور مارتا فون تراب: الابنة السادسة وفي السادسة من عمرها أيضاً، ولكن تخبر ماريا بأنها ستصبح في السبعة عن قريب. وهي أول طفلة أظهر الود لماريا، وتأمل بالحصول على مظلة وردية بعيد ميلادها.
- كيم كارث بدور غريتل فوت تراب: الأبنة الصغرى وهي في الخامسة، خجولة جداً وثاني من أظهر الود لماريا.
- إيفادن بيكر في دور الأُخت بيرنيس.

## روابط خارجية
- مقالات تستعمل روابط فنية بلا صلة مع ويكي بيانات